# Bouillancourt-en-Séry
Bouillancourt-en-Séry és un municipi francès, situat al departament del Somme i a la regió dels Alts de França. L'any 1999 tenia 486 habitants.

## Situació

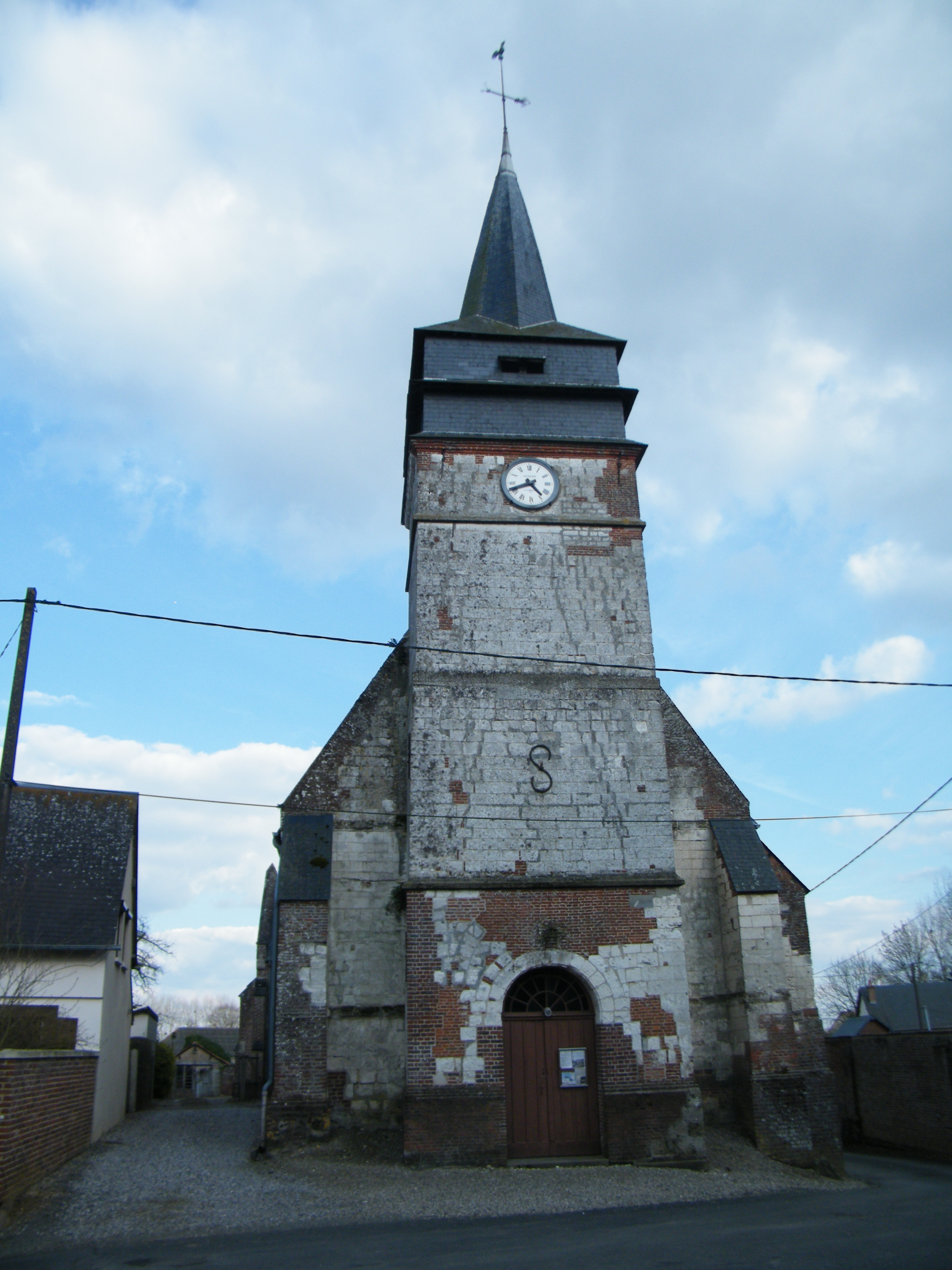
església

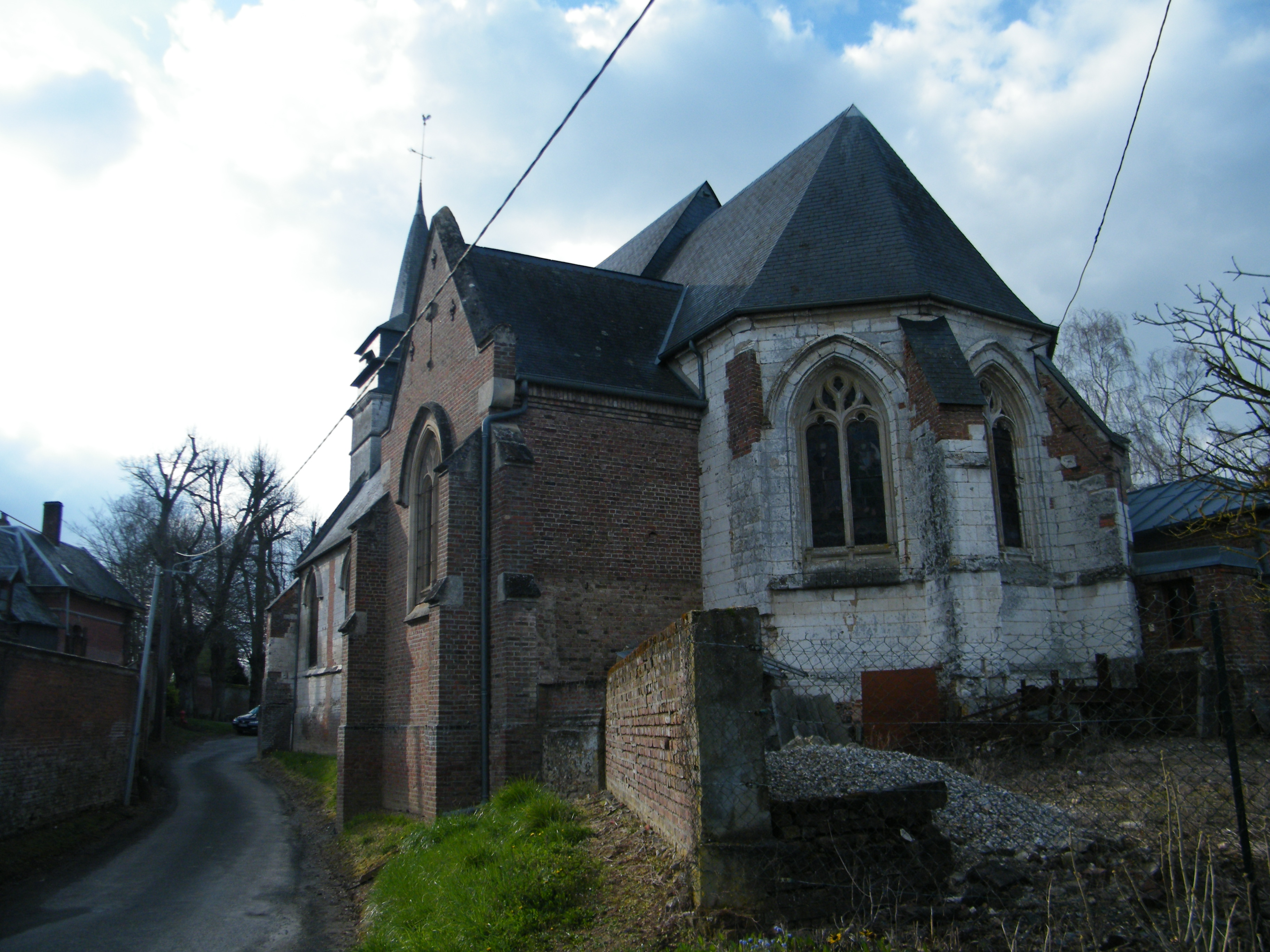

Bouillancourt-en-Séry es troba a l'oest del Somme, a pocs quilòmetres del Sena Marítim.

## Administració

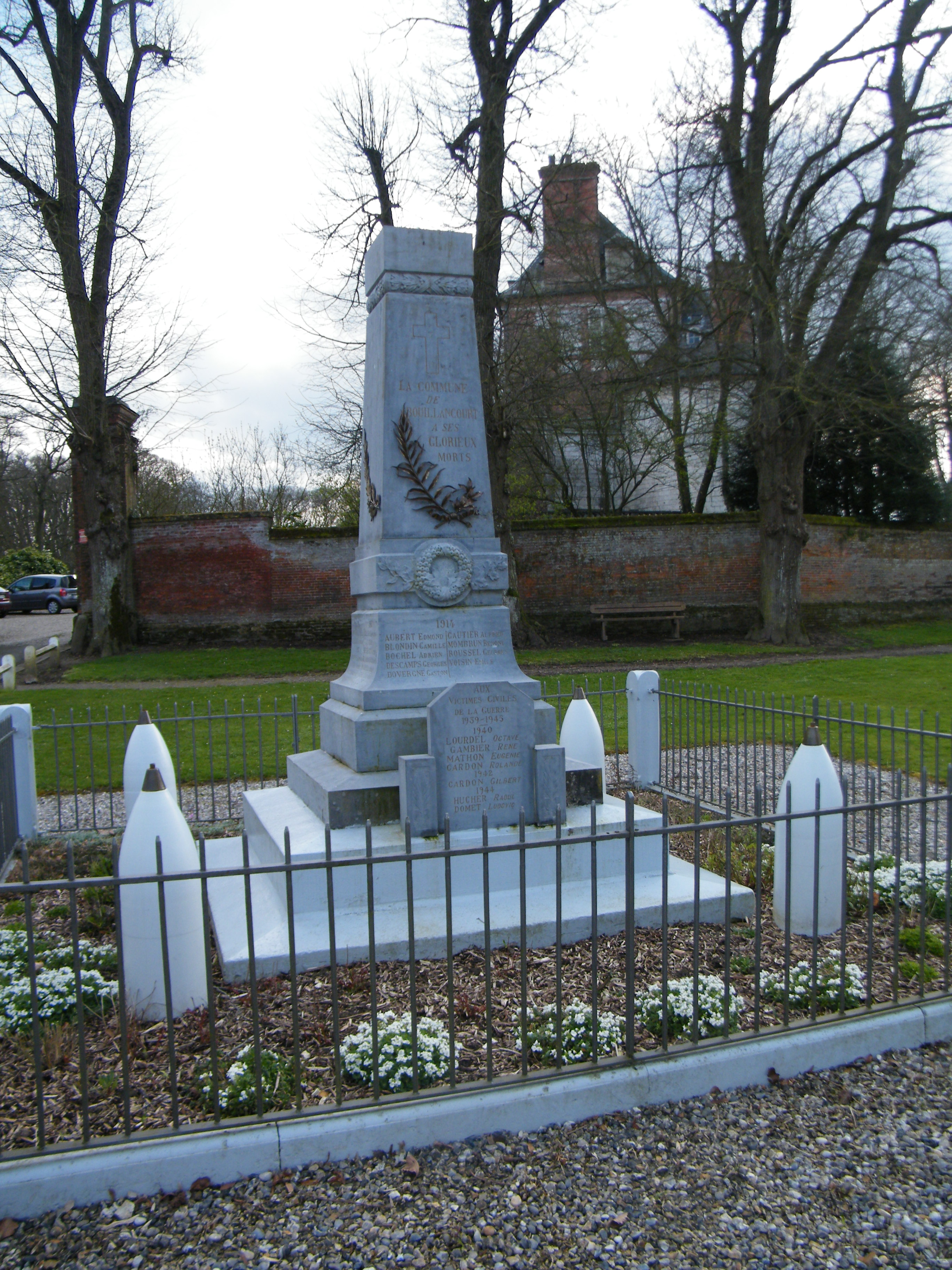

Bouillancourt-en-Séry forma part del cantó de Gamaches, que al seu torn forma part del districte d'Abbeville. L'alcalde de la ciutat és Thierry Vanpeperstrate (2008-2014).